# Солтон-Сі-Біч (Каліфорнія)
Солтон-Сі-Біч (англ. Salton Sea Beach) — переписна місцевість (CDP) в США, в окрузі Імперіал штату Каліфорнія. Населення — 508 осіб (2020).

## Географія
Солтон-Сі-Біч розташований за координатами 33°22′33″ пн. ш. 116°0′41″ зх. д. / 33.37583° пн. ш. 116.01139° зх. д. (33.375845, -116.011376).  За даними Бюро перепису населення США в 2010 році переписна місцевість мала площу 0,78 км², уся площа — суходіл.

## Демографія
Згідно з переписом 2010 року, у переписній місцевості мешкали 422 особи в 177 домогосподарствах у складі 94 родин. Густота населення становила 541 особа/км².  Було 338 помешкань (433/км²).
Расовий склад населення:
| - 73,2 % — білих - 1,4 % — чорних або афроамериканців - 0,9 % — корінних американців - 0,5 % — вихідців з тихоокеанських островів - 0,5 % — азіатів - 19,4 % — осіб інших рас |

До двох чи більше рас належало 4,0 %. Частка іспаномовних становила 54,3 % від усіх жителів.
За віковим діапазоном населення розподілялося таким чином: 25,8 % — особи молодші 18 років, 48,6 % — особи у віці 18—64 років, 25,6 % — особи у віці 65 років та старші. Медіана віку мешканця становила 40,0 року. На 100 осіб жіночої статі у переписній місцевості припадало 128,1 чоловіків;  на 100 жінок у віці від 18 років та старших — 118,9 чоловіків також старших 18 років.
За межею бідності перебувало 67,6 % осіб, у тому числі 100,0 % дітей у віці до 18 років та 11,8 % осіб у віці 65 років та старших.
Цивільне працевлаштоване населення становило 60 осіб. Основні галузі зайнятості: сільське господарство, лісництво, риболовля — 45,0 %, освіта, охорона здоров'я та соціальна допомога — 28,3 %, науковці, спеціалісти, менеджери — 15,0 %, виробництво — 11,7 %.